# 泰盛文化
泰盛文化传播有限公司成立于2003年9月，位于广州市，在中国大陆地区代理发行索尼、迪士尼（博伟）、英国广播公司、金牌大风等影视公司的音像制品。